# Vyšča Liha 1992-1993
L'edizione 1992-93 del Campionato ucraino di calcio (Vyšča Liha) vide la vittoria finale della Dinamo Kiev, che prevalse sul Dnipro, arrivato a pari punti, grazie alla miglior differenza reti.
Capocannoniere del torneo fu Serhij Husjev (Čornomorec' Odessa), con 17 reti.
Un accordo con la UEFA omaggiò all'Ucraina uno dei posti in Coppa UEFA della defunta Germania Est a fronte del riconoscimento ucraino della cessione alla Russia dei diritti della ex Unione Sovietica.

## Classifica finale
|                    | Pos. | Squadra             | Pt | G  | V  | N  | P  | GF | GS | DR  |
| ------------------ | ---- | ------------------- | -- | -- | -- | -- | -- | -- | -- | --- |
| Ucraina (bandiera) | 1.   | Dinamo Kiev         | 44 | 30 | 18 | 8  | 4  | 59 | 14 | +45 |
|                    | 2.   | Dnipro              | 44 | 30 | 18 | 8  | 4  | 51 | 20 | +31 |
|                    | 3.   | Čornomorec'         | 38 | 30 | 17 | 4  | 9  | 43 | 31 | +8  |
|                    | 4.   | Šachtar             | 34 | 30 | 11 | 12 | 7  | 44 | 32 | +12 |
|                    | 5.   | Metalist            | 31 | 30 | 12 | 7  | 11 | 37 | 34 | +3  |
|                    | 6.   | Karpaty             | 30 | 30 | 10 | 10 | 10 | 37 | 38 | -1  |
|                    | 7.   | Metalurh Zaporižžja | 29 | 30 | 10 | 9  | 11 | 38 | 35 | +3  |
|                    | 8.   | Kryvbas             | 27 | 30 | 8  | 11 | 11 | 27 | 40 | -13 |
|                    | 9.   | Kremin' Kremenčuk   | 27 | 30 | 8  | 11 | 11 | 23 | 40 | -17 |
|                    | 10.  | Tavrija             | 26 | 30 | 11 | 14 | 15 | 30 | 39 | -9  |
|                    | 11.  | Volyn'              | 26 | 30 | 10 | 6  | 14 | 37 | 54 | -14 |
|                    | 12.  | Bukovyna Černivci   | 26 | 30 | 9  | 8  | 13 | 27 | 32 | -5  |
|                    | 13.  | Torpedo Zaporižžja  | 25 | 30 | 9  | 7  | 14 | 32 | 40 | -8  |
|                    | 14.  | Nyva Ternopil'      | 25 | 30 | 8  | 9  | 13 | 22 | 25 | -3  |
|                    | 15.  | Zorja               | 24 | 30 | 10 | 4  | 16 | 26 | 46 | -20 |
|                    | 16.  | Veres Rivne         | 24 | 30 | 9  | 6  | 15 | 29 | 42 | -13 |

Legenda:

      Campione di Ucraina e ammessa alla Coppa dei campioni 1993-1994

      Ammessa alla Coppa UEFA 1993-1994

      Ammessa alla Coppa delle Coppe 1993-1994

Note:

Tre punti a vittoria, uno a pareggio, zero a sconfitta.